# Oidiodendron reticulatum
Oidiodendron reticulatum är en svampart som beskrevs av M. Calduch, Stchigel, Gené & Guarro 2004. Oidiodendron reticulatum ingår i släktet Oidiodendron och familjen Myxotrichaceae.   Inga underarter finns listade i Catalogue of Life.